# Eulamprus quoyii
Eulamprus quoyii là một loài thằn lằn trong họ Scincidae. Loài này được Duméril & Bibron mô tả khoa học đầu tiên năm 1824.

## Hình ảnh

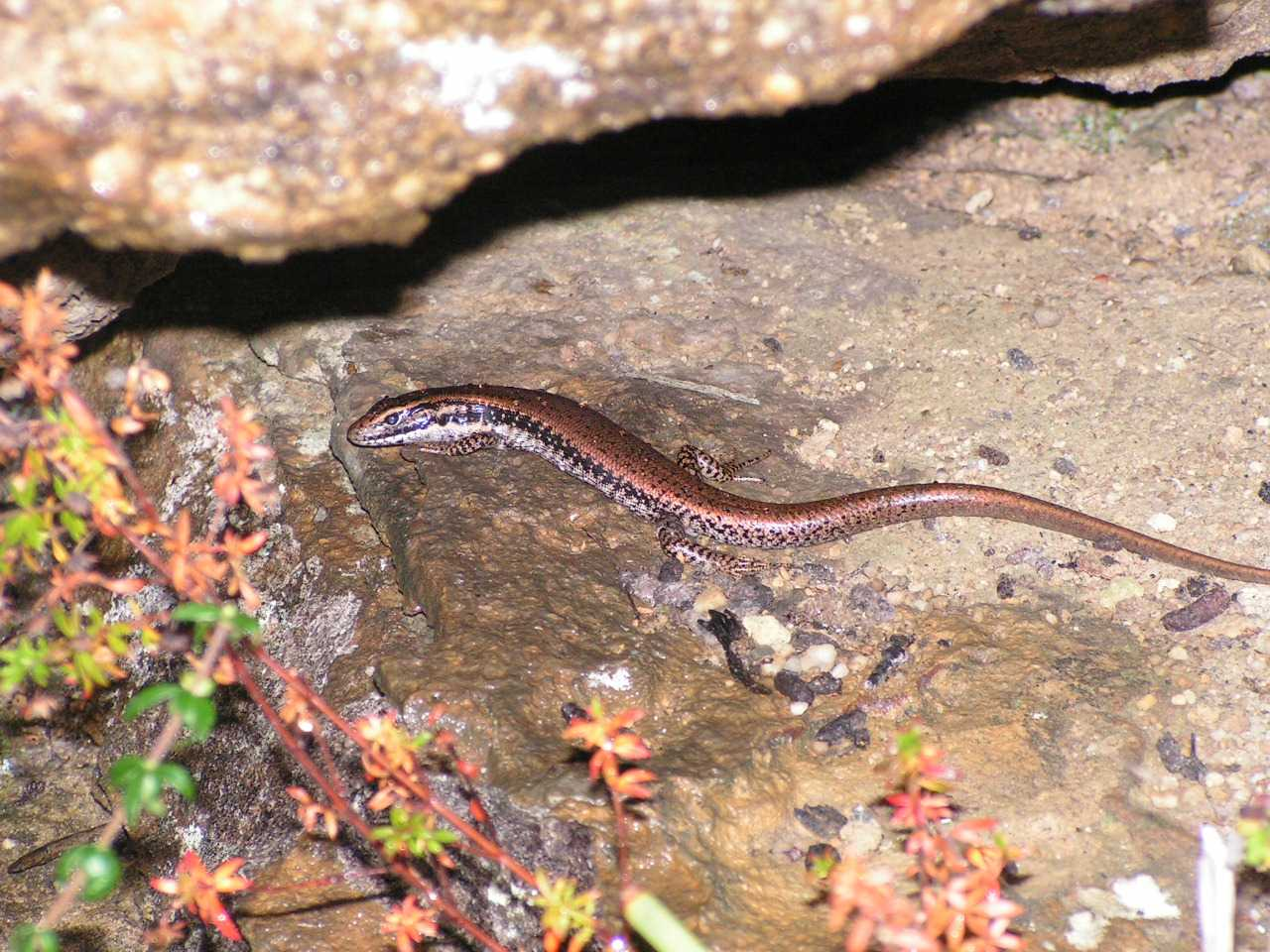
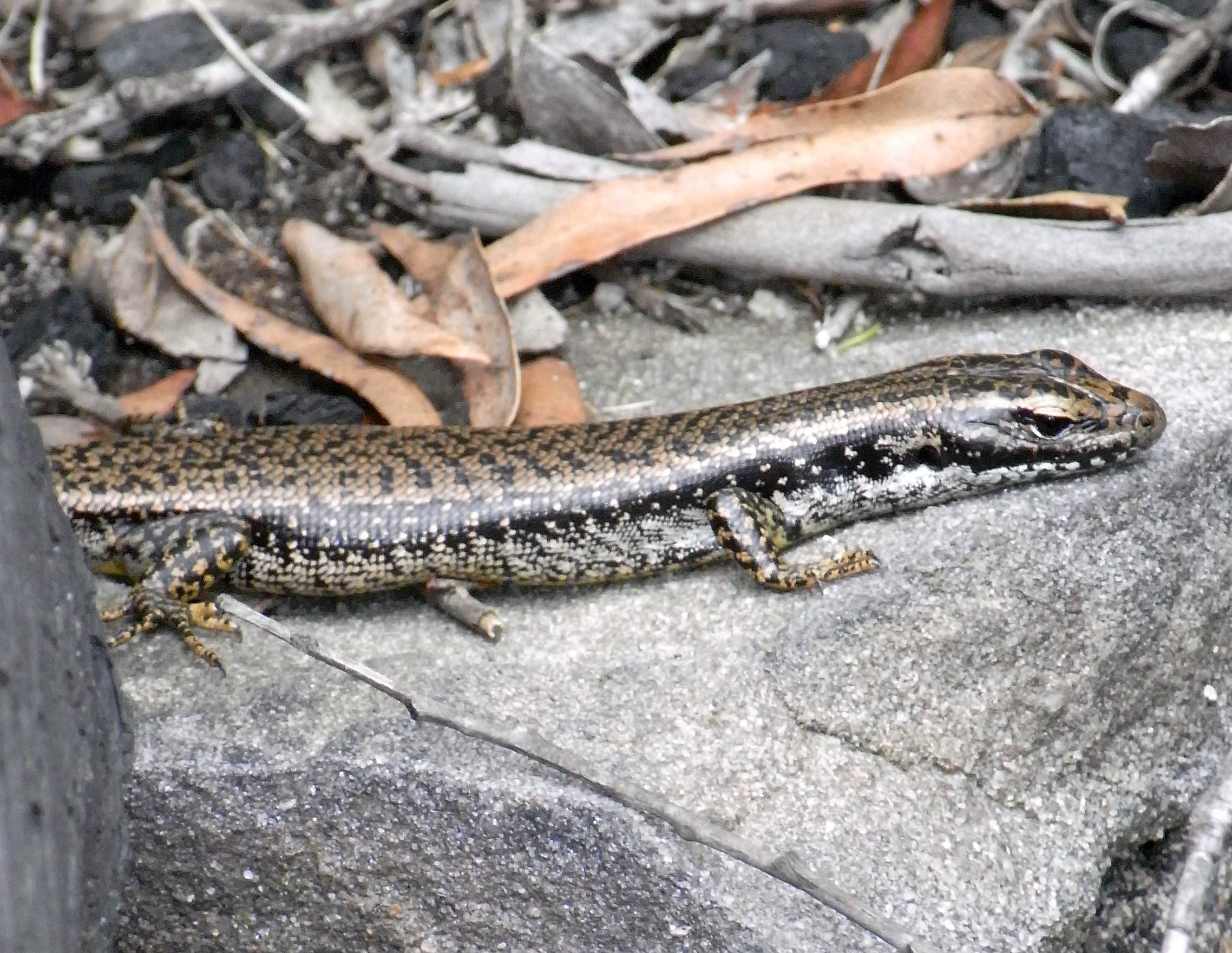
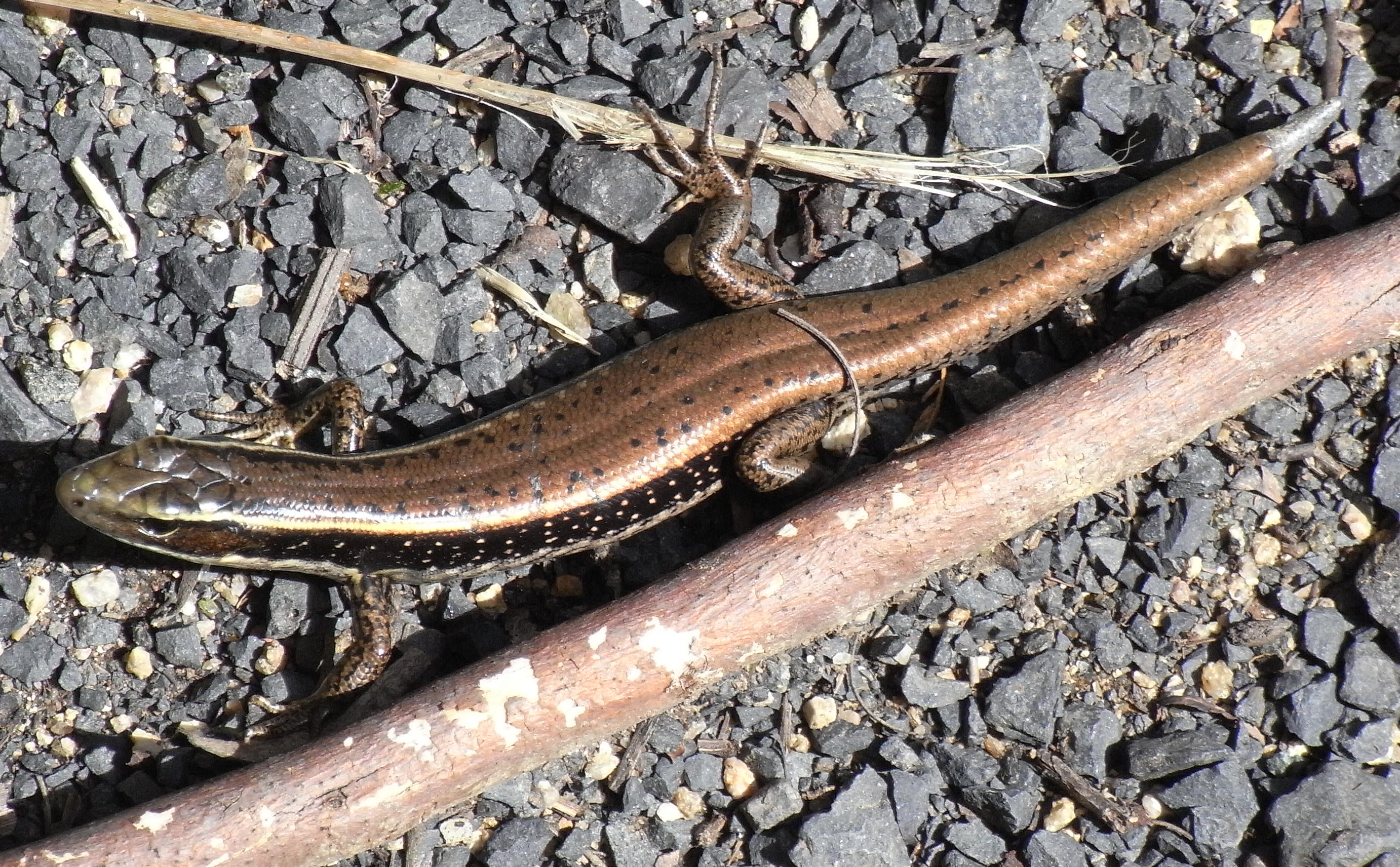